# 小行星1340
小行星1340（1340 Yvette）是一颗围绕太阳公转的小行星。1934年12月27日，路易·博耶在阿尔及尔发现了此天体。
該小行星以發現者的姪女伊薇特（Yvette）命名。
这颗小行星的绝对星等为224.30771等。